# 1362년

## 연호
- 원(元) 지정(至正) 22년
- 일본(日本) 남조(南朝) 쇼헤이(正平) 17년
- 일본(日本) 북조(北朝) 고안(康安) 2년 / 조지(貞治) 원년
- 쩐 왕조(陳朝) 다이찌(大治) 5년

## 기년
- 원(元) 혜종(惠宗) 30년
- 고려(高麗) 공민왕(恭愍王) 11년
- 쩐 왕조(陳朝) 유종(裕宗) 22년

## 사건
- 원나라 장수 나하추가 고려를 침입함.
- 고려시대 대학기관의 이름이 조선시대 이전 마지막으로 바뀌어 성균관으로 개칭됨.

## 사망
- 9월 12일 - 교황 인노첸시오 6세, 199대 로마 교황.
- 고려(高麗)의 무신(武臣) 조소생(趙小生)
- 고려(高麗)의 무신(武臣) 탁도경(卓都卿)
- 고려(高麗)의 무신(武臣) 정세운
- 고려(高麗)의 무신(武臣) 안우
- 고려(高麗)의 무신(武臣) 이방실,
- 고려(高麗)의 무신(武臣) 김득배